# 艾莉·奎格利
亚历山大·“艾莉”·奎格利（Alexandria "Allie" Quigley，1986年6月20日—），是美国-匈牙利职业篮球运动员，效力于美国女子篮球协会 (WNBA) 芝加哥天空队。
奎格利为芝加哥德保罗大学效力。 2008年毕业后，奎格利在2008年WNBA选秀中第22顺位被西雅图风暴队选中。在为 WNBA 的四支球队效力五年后，奎格利于 2013 年作为芝加哥天空队的一员重返芝加哥。 在帮助天空队进入 WNBA 总决赛后，奎格利被选为 2014年第一次当选WNBA年度最佳第六人，2015年再次获奖。 [1] 她在 2017、2018 和 2019 年入选 WNBA 全明星赛。她在 2017 年、2018 年和 2021 年赢得全明星周末三分球大赛冠军。
奎格利在欧洲篮球联赛中也有过活跃的职业生涯。 2012 年，在连续第三年在匈牙利度过之后，她获得了匈牙利公民身份，随后也成为了匈牙利国脚。作为费内巴切女篮的一员，她在2016年获得土耳其超级联赛冠军，并在2015年和2016年获得土耳其杯冠军，并在后年被评为土耳其杯MVP。